# Palais Landau (Elisabethstraße)

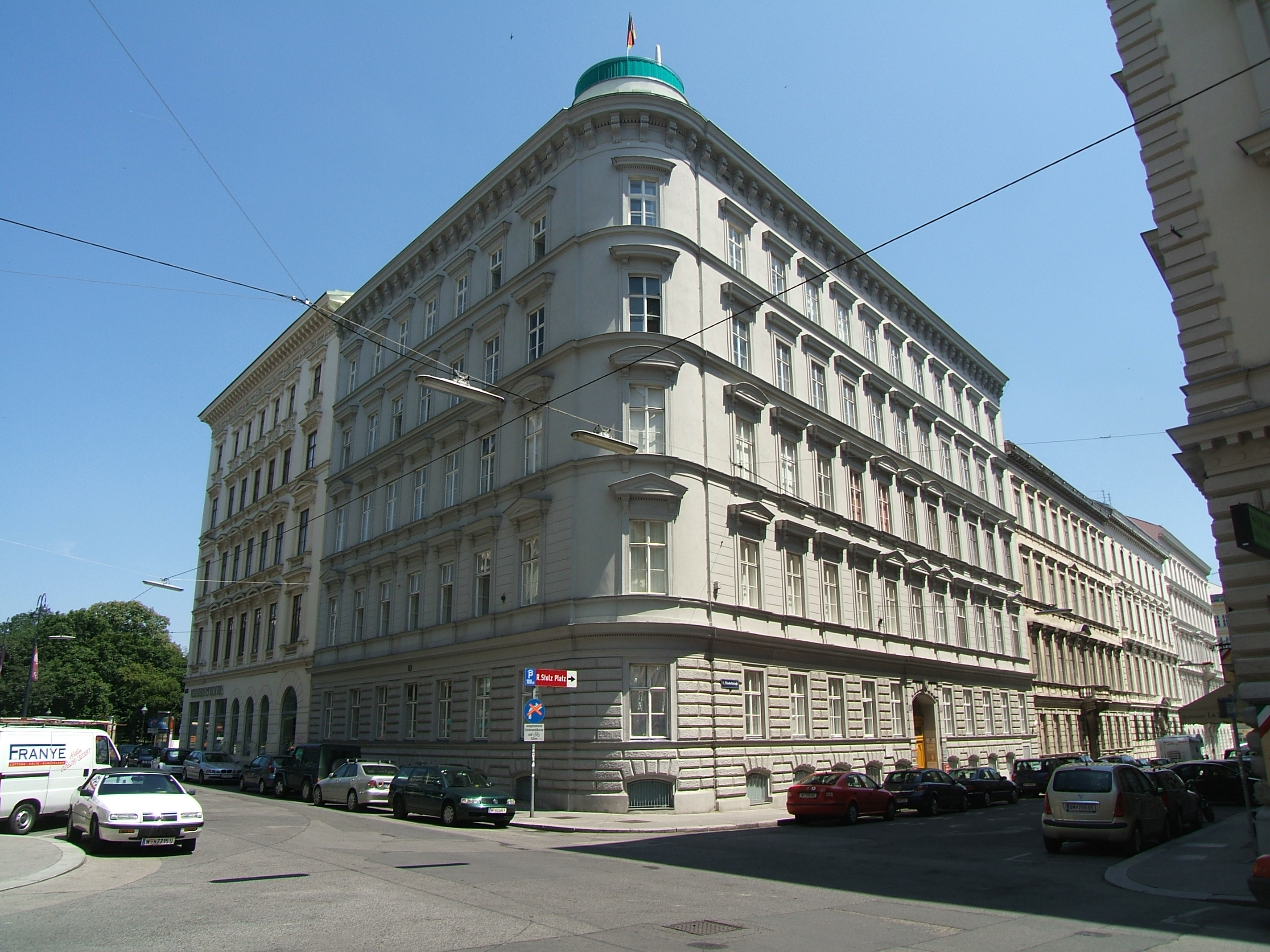
Palais Landau

Das Palais Landau befindet sich im 1. Wiener Gemeindebezirk Innere Stadt, Elisabethstraße 22.

## Geschichte
Das Palais Landau wurde in den Jahren 1869/1870 von Carl Schumann im strenghistoristischen Stil, in der Form der Neu-Wiener-Renaissance erbaut. In dem Gebäude wohnten von 1918 bis 1932 Alma Mahler-Werfel und ihr späterer Ehemann, der Schriftsteller Franz Werfel, an den eine Gedenktafel erinnert.

## Beschreibung
Das fünfgeschoßige Eckhaus erhielt durch die abgerundete Ecke mit einem flachen Kuppelaufbau einen besonderen Akzent. Die rustizierte Sockelzone mit schlichten Fenstern sowie Souterrainfenstern hat zur Elisabethstraße ein segmentbogenförmiges Portal mit Bogenquaderung und Agraffe seitlich gerahmt von gequaderten Pilastern. Die waagrechte Linie der Fassade wird mit durchgehenden Sohlbankgesimsen betont. Die Fassade der Beletage ist genutet, während die der oberen Geschoße glatt gehalten ist. Die Fensterverdachung der additiv gereihten Fenster ist in einem abwechselnden Dreier-Rhythmus gestaltet. In der Beletage wechseln sich dreiecksgiebelförmige mit geraden Fensterverdachungen, und im darüber liegenden Stockwerk segmentbogenförmige mit geraden Verdachungen ab. Die beiden obersten Geschoße haben einfache gerade Verdachungen. Ein vorkragendes, von Konsolen getragenes Kranzgesims, mit Zahnschnittleiste, schließt den Bau ab.